# Seneghe
Seneghe település Olaszországban, Szardínia régióban, Oristano megyében. Lakosainak száma 1645 fő (2023. január 1.). Seneghe Narbolia, Cuglieri, Milis, Bonarcado és Santu Lussurgiu községekkel határos.

## Népesség
A település lakossága az elmúlt években az alábbi módon változott:
| Lakosok száma | 1770 | 1749 | 1645 |
|               | 2017 | 2018 | 2023 |